# CGIAR
Il CGIAR (formalmente Consultative Group for International Agricultural Research, ossia "gruppo consultivo per la ricerca agricola internazionale") è un partenariato globale che unisce organizzazioni internazionali impegnate in ricerche sulla sicurezza alimentare. Le ricerche del CGIAR puntano a ridurre la povertà rurale, incrementare la sicurezza, migliorare la salute e l'alimentazione umana e una gestione sostenibile delle risorse naturali. Esse sono realizzate in 15 centri (CGIAR Consortium of International Agricultural Research Centers) che collaborano con istituti di ricerca nazionali e regionali, organizzazioni della società civile, accademie, organizzazioni sullo sviluppo e il settore privato. Questi centri di ricerca si trovano in tutto il globo, la maggior parte nel Sud del mondo e nei Centri di Vavilov di diversità genetica dei raccolti agricoli.
CGIAR è un'organizzazione ad-hoc fondata dai suoi membri. Tra i membri vi sono USA, Canada, Regno Unito, Germania, Svizzera, Australia e Giappone, la Fondazione Ford, la FAO delle Nazioni Unite, l'IFAD, l'UNDP, la Banca Mondiale, la Commissione europea, l'Asian Development Bank, la Banca africana di sviluppo e il Fondo OPEC per lo sviluppo internazionale. Nel 2009 CGIAR ha avuto introiti per 629 milioni di dollari statunitensi.
CGIAR ha il suo quartier generale in Francia, a Montpellier.